# Hayflick-Grenze
Als Hayflick-Grenze (englisch Hayflick limit) wird bei Eukaryoten die begrenzte Anzahl von Zellteilungen bezeichnet, denen sich eine Zelle unterziehen kann, bevor der programmierte Zelltod eingeleitet wird, weil die Telomere eine kritische Länge erreicht haben.
Benannt wurde sie nach Leonard Hayflick, der diese Grenze 1961 entdeckte. Mit seinem Beweis, dass sich normale menschliche Zellen (anders als beispielsweise Embryonalzellen) ca. 52-mal teilen, bevor schließlich die Zellalterung einsetzt, widerlegte er die herrschende Meinung nach Alexis Carrel, dass Zellen grundsätzlich unsterblich seien. Hayflick beobachtete die Verkürzung der Telomere durch jede Mitose, welche weiteren Zellteilungen ein natürliches Ende setzt. Die Menge an natürlichen Teilungen und damit die Hayflick-Grenze variiert von Spezies zu Spezies und ist ein wesentlicher Faktor, der die Lebenserwartung beeinflusst.
Für das entscheidende Experiment mischte er männliche Fibroblasten nach 40 Zellteilungen mit weiblichen Fibroblasten nach 10 Zellteilungen. Nach Ablauf von ca. 15 weiteren Zellteilungen konnte er nur noch weibliche Fibroblasten in der Nährlösung finden. Dadurch war ausgeschlossen, dass lediglich technische Fehler oder Kontaminationen die Zellteilungen begrenzten.
In jedem Zellverband des menschlichen Körpers finden sich jedoch u. a. Stammzellen, von denen viele nicht von der Hayflick-Grenze beschränkt werden. Sie bilden das Enzym Telomerase oder nutzen andere Mechanismen zur Aufrechterhaltung der Länge der Telomere. Die Telomerase ist auch in Tumorzellen aktiv und ist eine der Vorbedingungen dafür, dass sich diese unkontrolliert teilen können.